# Seznam ulic v Brně-Řečkovicích a Mokré Hoře
Seznam ulic v Brně-Řečkovicích a Mokré Hoře uvádí přehled ulic a veřejných prostranství na území městské části Brno-Řečkovice a Mokrá Hora.

## Seznam
| Název                      | Pojmenováno po              | Souřadnice                       | Obrázek | Commons                    | RÚIAN  | Mapy.cz        |
| -------------------------- | --------------------------- | -------------------------------- | ------- | -------------------------- | ------ | -------------- |
| Azurová                    | azurová                     | 49°14′50″ s. š., 16°34′20″ v. d. |         |                            | 21032  | stre&id=78949  |
| Banskobystrická            | Banská Bystrica             | 49°14′34″ s. š., 16°34′57″ v. d. |         | Banskobystrická (Brno)     | 21075  | stre&id=78953  |
| Bohatcova                  | Josef Bohatec               | 49°15′3″ s. š., 16°34′42″ v. d.  |         |                            | 21474  | stre&id=78992  |
| Borová                     | borovice                    | 49°15′17″ s. š., 16°37′10″ v. d. |         | Borová (Brno)              | 21555  | stre&id=79000  |
| Boskovická                 | Boskovice                   | 49°14′37″ s. š., 16°35′11″ v. d. |         | Boskovická (Brno)          | 21598  | stre&id=79004  |
| Boženy Antonínové          | Božena Antonínová           | 49°15′31″ s. š., 16°35′33″ v. d. |         |                            | 21636  | stre&id=79008  |
| Brigádnická                | brigáda                     | 49°15′41″ s. š., 16°35′11″ v. d. |         | Brigádnická (Brno)         | 37206  | stre&id=80559  |
| Böhmova                    | Josef Böhm                  | 49°14′43″ s. š., 16°34′57″ v. d. |         |                            | 22039  | stre&id=79048  |
| Cupákova                   | Antonín Cupák               | 49°15′15″ s. š., 16°35′25″ v. d. |         | Cupákova (Brno)            | 22365  | stre&id=79081  |
| Dillingerova               | Petr Dillinger              | 49°14′40″ s. š., 16°34′36″ v. d. |         |                            | 22667  | stre&id=79110  |
| Dlouhé hony                |                             | 49°14′28″ s. š., 16°35′6″ v. d.  |         |                            | 22721  | stre&id=79116  |
| Dolnice                    |                             | 49°15′16″ s. š., 16°35′22″ v. d. |         | Dolnice (Brno)             | 22772  | stre&id=79121  |
| Družstevní                 | družstvo                    | 49°14′49″ s. š., 16°34′38″ v. d. |         |                            | 22926  | stre&id=79137  |
| Dudíkova                   | Beda Dudík                  | 49°14′30″ s. š., 16°34′57″ v. d. |         |                            | 22969  | stre&id=79141  |
| Duhová                     | duha                        | 49°14′51″ s. š., 16°34′21″ v. d. |         |                            | 22993  | stre&id=79144  |
| Díly                       | dělení                      | 49°15′16″ s. š., 16°34′26″ v. d. |         |                            | 22705  | stre&id=79114  |
| Fialová                    | fialová                     | 49°14′49″ s. š., 16°34′27″ v. d. |         |                            | 23337  | stre&id=79177  |
| Filkukova                  | Vilém Filkuka               | 49°14′37″ s. š., 16°35′0″ v. d.  |         |                            | 23281  | stre&id=79172  |
| Generála Kadlece           | Eduard Kadlec               | 49°15′13″ s. š., 16°34′54″ v. d. |         |                            | 695246 | stre&id=142476 |
| Gromešova                  | Karel Gromeš                | 49°15′10″ s. š., 16°35′21″ v. d. |         | Gromešova                  | 23612  | stre&id=79205  |
| Gusty Blahové              | Augustina Blahová           | 49°15′20″ s. š., 16°34′26″ v. d. |         |                            | 736503 | stre&id=146233 |
| Hapalova                   | Richard Hapala              | 49°15′4″ s. š., 16°35′9″ v. d.   |         | Hapalova (Brno)            | 23710  | stre&id=79215  |
| Horácké náměstí            | Horácko                     | 49°14′53″ s. š., 16°35′4″ v. d.  |         | Horácké náměstí            | 24287  | stre&id=79272  |
| Hradecká                   | Hradec Králové              | 49°15′22″ s. š., 16°35′4″ v. d.  |         | Hradecká (Brno)            | 26948  | stre&id=79539  |
| Jabloňová                  | jabloň                      | 49°14′20″ s. š., 16°34′49″ v. d. |         |                            | 24562  | stre&id=79300  |
| Jandáskova                 | Ladislav Jandásek           | 49°15′24″ s. š., 16°35′31″ v. d. |         | Jandáskova (Brno)          | 24660  | stre&id=79310  |
| Jehnická                   | Jehnice                     | 49°15′24″ s. š., 16°35′23″ v. d. |         | Jehnická                   | 24813  | stre&id=79325  |
| Jelení                     |                             | 49°15′19″ s. š., 16°34′24″ v. d. |         |                            | 25097  | stre&id=79353  |
| Jezerůvky                  | Ponávka                     | 49°15′30″ s. š., 16°34′12″ v. d. |         |                            | 772305 | stre&id=150432 |
| Ječná                      | ječmen                      | 49°14′32″ s. š., 16°34′45″ v. d. |         |                            | 24791  | stre&id=79323  |
| Járy Cimrmana              | Jára Cimrman                | 49°14′26″ s. š., 16°34′59″ v. d. |         |                            | 731706 | stre&id=145873 |
| K Západi                   | Zápaď                       | 49°15′17″ s. š., 16°34′34″ v. d. |         |                            | 36196  | stre&id=80459  |
| Karásek                    | rybník                      | 49°15′14″ s. š., 16°35′29″ v. d. |         | Karásek (Brno)             | 25399  | stre&id=79383  |
| Kolaříkova                 | František Kolařík           | 49°14′49″ s. š., 16°34′55″ v. d. |         | Kolaříkova (Brno)          | 25798  | stre&id=79423  |
| Koláčkova                  | František Koláček           | 49°14′41″ s. š., 16°34′46″ v. d. |         |                            | 25801  | stre&id=79424  |
| Kořenského                 | Josef Kořenský              | 49°14′38″ s. š., 16°34′48″ v. d. |         |                            | 26018  | stre&id=79445  |
| Kořískova                  | Jan Kořísko                 | 49°14′25″ s. š., 16°35′12″ v. d. |         |                            | 27022  | stre&id=79547  |
| Kremličkova                | Rudolf Kremlička            | 49°14′54″ s. š., 16°34′29″ v. d. |         |                            | 26387  | stre&id=79483  |
| Kronova                    | Jaroslav Kron               | 49°15′ s. š., 16°35′16″ v. d.    |         |                            | 26450  | stre&id=79490  |
| Královka                   |                             | 49°15′23″ s. š., 16°35′16″ v. d. |         | Královka (Brno)            | 26336  | stre&id=79478  |
| Kubova                     | Ludvík Kuba                 | 49°15′9″ s. š., 16°34′38″ v. d.  |         | Kubova (Brno)              | 26638  | stre&id=79508  |
| Kunštátská                 | Kunštát                     | 49°14′44″ s. š., 16°35′6″ v. d.  |         | Kunštátská (Brno)          | 26727  | stre&id=79517  |
| Kuřimská                   | Kuřim                       | 49°14′15″ s. š., 16°35′9″ v. d.  |         |                            | 26778  | stre&id=79522  |
| Kárníkova                  | Jan Kárník                  | 49°15′14″ s. š., 16°35′5″ v. d.  |         | Kárníkova                  | 25470  | stre&id=79391  |
| Lacinova                   | Bohdan Lacina               | 49°15′12″ s. š., 16°34′43″ v. d. |         |                            | 26841  | stre&id=79529  |
| Ladova                     | Josef Lada                  | 49°15′9″ s. š., 16°34′43″ v. d.  |         |                            | 26859  | stre&id=79530  |
| Leknínová                  | leknín bílý                 | 49°15′27″ s. š., 16°34′14″ v. d. |         |                            | 772330 | stre&id=150435 |
| Letovická                  | Letovice                    | 49°14′45″ s. š., 16°35′10″ v. d. |         |                            | 27006  | stre&id=79545  |
| Loučky                     |                             | 49°14′56″ s. š., 16°35′15″ v. d. |         |                            | 27154  | stre&id=79560  |
| Luh                        |                             | 49°15′20″ s. š., 16°35′16″ v. d. |         | Luh (Brno)                 | 27227  | stre&id=79567  |
| Malíkova                   | František Malík             | 49°15′3″ s. š., 16°34′59″ v. d.  |         |                            | 27367  | stre&id=79581  |
| Marie Hübnerové            | Marie Hübnerová             | 49°14′59″ s. š., 16°35′ v. d.    |         |                            | 27448  | stre&id=79589  |
| Maříkova                   | Václav Mařík                | 49°15′29″ s. š., 16°35′1″ v. d.  |         |                            | 27570  | stre&id=79602  |
| Medlánecká                 | Medlánky                    | 49°14′42″ s. š., 16°34′41″ v. d. |         | Medlánecká                 | 27766  | stre&id=79621  |
| Měřičkova                  | Vojtěch Měřička             | 49°14′42″ s. š., 16°35′2″ v. d.  |         |                            | 27898  | stre&id=79634  |
| Nachová                    | purpurová                   | 49°14′53″ s. š., 16°34′19″ v. d. |         |                            | 28568  | stre&id=79699  |
| Novoměstská                | Nové Město na Moravě        | 49°14′40″ s. š., 16°35′18″ v. d. |         | Novoměstská (Brno)         | 28894  | stre&id=79732  |
| Nové náměstí               | čas                         | 49°14′33″ s. š., 16°35′8″ v. d.  |         |                            | 29441  | stre&id=79787  |
| Olšanského                 | Petr Alexej Olšanský        | 49°14′38″ s. š., 16°34′42″ v. d. |         |                            | 29050  | stre&id=79748  |
| Oranžová                   | oranžová                    | 49°14′50″ s. š., 16°34′24″ v. d. |         |                            | 30414  | stre&id=79883  |
| Ovčírna                    | ovčín                       | 49°15′7″ s. š., 16°35′0″ v. d.   |         |                            | 29289  | stre&id=79771  |
| Palackého náměstí          | František Palacký           | 49°15′3″ s. š., 16°34′53″ v. d.  |         | Palackého náměstí (Brno)   | 30422  | stre&id=79884  |
| Palackého třída            | František Palacký           | 49°13′14″ s. š., 16°35′48″ v. d. |         | Palackého třída (Brno)     | 30546  | stre&id=79896  |
| Pod hájkem                 |                             | 49°15′33″ s. š., 16°35′32″ v. d. |         |                            | 36625  | stre&id=80501  |
| Pod zahradami              | zahrada                     | 49°15′28″ s. š., 16°35′33″ v. d. |         |                            | 29777  | stre&id=79819  |
| Podhájí                    | Zamilovaný hájek            | 49°14′44″ s. š., 16°35′24″ v. d. |         | Podhájí (Brno)             | 29807  | stre&id=79822  |
| Podpěrova                  | Josef Podpěra               | 49°14′25″ s. š., 16°34′50″ v. d. |         |                            | 29882  | stre&id=79830  |
| Prašná                     |                             | 49°15′2″ s. š., 16°34′41″ v. d.  |         |                            | 30180  | stre&id=79860  |
| Prumperk                   |                             | 49°15′4″ s. š., 16°34′46″ v. d.  |         |                            | 22756  | stre&id=79119  |
| Renčova                    | Václav Renč                 | 49°14′52″ s. š., 16°34′28″ v. d. |         |                            | 34380  | stre&id=80278  |
| Sibiřská                   | Sibiř                       | 49°14′41″ s. š., 16°34′45″ v. d. |         | Sibiřská (Brno)            | 31470  | stre&id=79988  |
| Skoumalova                 | Richard Skoumal             | 49°15′37″ s. š., 16°35′29″ v. d. |         |                            | 31551  | stre&id=79996  |
| Skrejš                     |                             | 49°15′43″ s. š., 16°35′53″ v. d. |         |                            | 31569  | stre&id=79997  |
| Skutilova                  | Josef Skutil                | 49°14′31″ s. š., 16°35′2″ v. d.  |         |                            | 23426  | stre&id=79186  |
| Sněžná                     | sníh                        | 49°15′9″ s. š., 16°35′21″ v. d.  |         | Sněžná (Brno)              | 31852  | stre&id=80026  |
| Sportovní                  | sport                       | 49°13′54″ s. š., 16°35′40″ v. d. |         | Sportovní (Brno)           | 32093  | stre&id=80050  |
| Terezy Novákové            | Teréza Nováková             | 49°15′4″ s. š., 16°34′36″ v. d.  |         | Terezy Novákové (Brno)     | 33171  | stre&id=80157  |
| Tumaňanova                 | Arutjun Isajevič Tumanjan   | 49°15′37″ s. š., 16°35′37″ v. d. |         | Tumaňanova                 | 33588  | stre&id=80198  |
| U Vránova mlýna            | Vránův mlýn                 | 49°15′52″ s. š., 16°34′55″ v. d. |         | U Vránova mlýna            | 37087  | stre&id=80547  |
| Uprkova                    | Joža Uprka                  | 49°14′59″ s. š., 16°34′49″ v. d. |         |                            | 34096  | stre&id=80249  |
| Veselka                    |                             | 49°14′55″ s. š., 16°34′48″ v. d. |         |                            | 34461  | stre&id=80286  |
| Vitáskova                  | František Vitásek           | 49°14′44″ s. š., 16°34′28″ v. d. |         |                            | 33944  | stre&id=80234  |
| Vlasty Pittnerové          | Vlasta Pittnerová           | 49°14′59″ s. š., 16°35′12″ v. d. |         |                            | 34614  | stre&id=80301  |
| Vránova                    | František Vrána             | 49°14′36″ s. š., 16°35′ v. d.    |         |                            | 34851  | stre&id=80325  |
| Vážného                    | Jan Vážný                   | 49°14′55″ s. š., 16°34′52″ v. d. |         | Vážného                    | 34347  | stre&id=80274  |
| bratří Křičků              | Petr Křička Jaroslav Křička | 49°15′8″ s. š., 16°35′5″ v. d.   |         |                            | 21717  | stre&id=79016  |
| náměstí Vojtěšky Matyášové |                             | 49°15′21″ s. š., 16°35′18″ v. d. |         | Náměstí Vojtěšky Matyášové | 28584  | stre&id=79701  |
| Úhledná                    |                             | 49°15′37″ s. š., 16°35′10″ v. d. |         |                            | 34061  | stre&id=80246  |
| Úlehle                     |                             | 49°15′16″ s. š., 16°34′54″ v. d. |         |                            | 695238 | stre&id=142475 |
| Škrétova                   | Karel Škréta                | 49°14′55″ s. š., 16°34′32″ v. d. |         |                            | 32794  | stre&id=80120  |
| Železničářská              | železničář                  | 49°15′21″ s. š., 16°35′19″ v. d. |         | Železničářská (Brno)       | 35815  | stre&id=80421  |
| Žilkova                    | František Žilka             | 49°15′19″ s. š., 16°34′25″ v. d. |         | Žilkova (Brno)             | 35840  | stre&id=80424  |
| Žitná                      | žito                        | 49°14′24″ s. š., 16°35′13″ v. d. |         | Žitná (Brno)               | 35858  | stre&id=80425  |
| Žlutá                      | žlutá                       | 49°14′54″ s. š., 16°34′16″ v. d. |         |                            | 37109  | stre&id=80549  |